# 디 인콰이어러
디 인콰이어러(The Inquirer)는 2001년에 마이크 매기가 더 레지스터를 떠나고 나서 만든 영국의 기술 집약 웹사이트이다. 대한민국에서는 "디 인콰이러" 또는 "인콰이러"라고 자주 언급된다.
이 잡지는 완전히 인터넷에 기반을 두고 있으며, 전 세계의 기자들과 온라인으로 복사본을 채우는 기능을 갖고 있다. 마이크 메기가 전반적인 편집자이다. 영문판뿐 아니라, 디 인콰이러는 프랑스 벨기에에도 지역화하였다. 현재 지원하는 언어는 영어, 프랑스어, 독일어, 이탈리아어, 스페인어이다.
디 인콰이어러는 부분적으로는 디지털 광고 소득 감소를 이유로 2019년 12월 19일 출판을 중단하였다.